# Krisztus és Antikrisztus
A Krisztus és Antikrisztus Dmitrij Szergejevics Merezskovszkij orosz író trilógiája. Részei: Az istenek alkonya – Julian aposztata (1895), A feltámadt istenek – Leonardo da Vinci (1896), illetve Pjotr és Álekszej (1902).
Az író a trilógia első és második kötetében az antik költészet és a kereszténység eszméi közötti szintézis szükségességét, míg a harmadik részben tovább megy, és azt kutatja, vajon Krisztus igaz vallása megtalálható-e a Földön; és a ha igen, akkor hol. Mint Dosztojevszkij és Tolsztoj, úgy Merezskovszkij is Krisztust keresi, még pedig Tolsztoj követve a keresztény egyházon kívül, az orosz muzsik szívében. A kérdést nem oldja meg, de kifejezi hitét, hogy eljön Isten országának az ideje a Földön. A trilógia alapeszméje tehát gyönyörű és megragadó, de a kidolgozás nem elégíti ki az olvasók várakozását. Alapos tanulmányokra valló, elég jól sikerült korrajz, de a sok archeológiai, művelődéstörténeti, és irodalmi részlet között elvész a cselekmény, és különösen a harmadik részt csak az tudja megérteni, aki jól ismeri Nagy Péter korát, vallási és politikai viszonyait, a rászkolt, a szektáriánus szellemiséget. A folytonos párhuzamok fárasztóan hatnak, és elvonják az ember figyelmét a tárgyról. Túlságosan kitetszik az író tendenciája, és nem hasonló hősöket állít szembe egymással, azaz például a lángeszű barbárnak a részeges, degenerált Alekszej az ellenfele.
Művészi tekintetben a Leonardoval foglalkozó rész a legérdekesebb. A nagy művész egyesítette lelkében a tudást és a hitet, de senki sem értette meg, mert megelőzte korát.
Az orosz nép alaptermészetének megfelelően Merezskovszkij az igazságot, a pravdát keresi, akárcsak Tolsztoj. Azonban Tolsztojnál ez őszinte lelki szükséglet, Merezskovszkij igazságkeresése azonban hidegen hagyja az olvasót, annyira tudatos, és nem belső kényszerből fakadó.